# Целла/Рен
Целла/Рен (нім. Zella/Rhön) — громада в Німеччині, розташована в землі Тюрингія. Входить до складу району Вартбург. Складова частина об'єднання громад Дермбах.
Площа — 1,71 км2. Населення становить Невірний параметр metadata 16 063 093 ос. (станом на 31 грудня 2021).